# Piperkov Ciflik, Kiustendil
Piperkov Ciflik (în bulgară Пиперков Чифлик) este un sat în comuna Kiustendil, regiunea Kiustendil,  Bulgaria. 

## Demografie
Componența etnică a satului Piperkov Ciflik
     Bulgari (95,82%)
     Nicio identificare (4,17%)
     Altele (0%)
La recensământul din 2011, populația satului Piperkov Ciflik era de 959 locuitori. Din punct de vedere etnic, majoritatea locuitorilor (95,82%) erau bulgari. Pentru 4,17% din locuitori nu este cunoscută apartenența etnică.